# Kabinett Rohani II
Das iranische Kabinett Rohani II ist das Ergebnis der Präsidentschaftswahl im Iran 2017 und amtiert vom 3. August 2017 bis zum 3. August 2021. Es wurde vom Kabinett Raisi abgelöst.
Diese Liste ist unvollständig, es fehlen noch die Vizepräsidenten.
| Funktion                                              | Name                           |
| ----------------------------------------------------- | ------------------------------ |
| Präsident                                             | Hassan Rohani                  |
| Minister für Landwirtschaft                           | Mahmud Hodschati               |
| Minister für Finanzen                                 | Masoud Karbasian ♦             |
| Minister für Kommunikation                            | Mohammad-Javad Azari Jahromi ♦ |
| Minister für Verteidigung                             | Amir Hatami ♦                  |
| Minister für Bildung                                  | Mohammad Bathaei               |
| Minister für Energie                                  | (U) Reza Ardakanian ♦          |
| Minister für Auswärtiges                              | Mohammed Dschawad Sarif        |
| Minister für Gesundheit                               | Hassan Haschemi                |
| Minister für Industrie, Bergbau und Handel            | Mohammad Shariatmadari ♦       |
| Minister für Geheimdienste                            | Mahmud Alawi                   |
| Minister für Inneres                                  | Abdolreza Rahmani Fazli        |
| Minister für islamische Kultur und islamische Führung | Seyyed Abbas Salehi ♦          |
| Minister für Justiz                                   | Alireza Avayi ♦                |
| Minister für Arbeit                                   | Ali Rabei                      |
| Minister für Öl                                       | Bidschan Sangane               |
| Minister für Transport und Wohnungsbau                | Abbas Ahmad Achondi            |
| Minister für Wissenschaft, Forschung und Technologie  | (U) Mansour Gholami ♦          |
| Minister für Sport und Jugend                         | Masoud Soltanifar ♦            |

(U) = Während der Amtszeit kam es zu Umbesetzungen im Amt des Ministers. Die anderen Minister sind hier nicht aufgeführt.
♦ = englische Namensschreibweise, möglicherweise deutsch abweichend